# كارلوس ليراس ريستريبو
كارلوس ليراس ريستريبو (بالإسبانية: Carlos Lleras Restrepo)‏ ـ (12 أبريل 1908 ـ 27 سبتمبر 1994) هو سياسي، ومحام كولومبي، كان الرئيس الثاني والعشرين لكولومبيا في الفترة من 7 أغسطس 1966 و7 أغسطس 1970. كان عضوًا في الحزب الليبرالي الكولومبي، وشغل منصب وزير المالية والائتمان العمومي ثلاث مرات.

## التعليم
تعلم في الجامعة الوطنية.

## روابط خارجية
- كارلوس ليراس ريستريبو على موقع مونزينجر (الألمانية)